# Bosque de Herzl
El Bosque de Herzl (en hebreo: Yaar Herzl) es un parque nacional conformado por un bosque de coníferas, ubicado entre las ciudades de Tel Aviv y Jerusalén, en Israel. El bosque fue iniciado por Moshé Yishi y está dedicado a Theodor Herzl promotor de la acción sionista. La mayoría de los árboles fueron plantados artificialmente por el Keren Kayemet, organización judía dedicada a la plantación de bosques, creación de embalses y otras infraestructuras. Las especies más comunes del bosque son el ciclamen, el pino de Jerusalén, y varias iridáceas.